# Colette Régis
Colette Régis, född Yvonne Artigues 23 oktober 1893 i Brive-la-Gaillarde, Nouvelle-Aquitaine, död 23 oktober 1978 i Paris, var en fransk skådespelerska.

## Roller i urval
- 1938 – Människans lägre jag
- 1949 – Möte i julinatt
- 1950 – Rättvisa har skipats
- 1951 – Ensam flicka i Paris
- 1951 – Natten är mitt rike
- 1953 – Bröllopsgåvan
- 1954 – Attila
- 1960 – Krigsfångarna
- 1960 – Sanningen
- 1963 – Les Abysses
- 1968 – Goto – kärlekens ö
- 1971 – Faire l'amour ... de la pilule à l'ordinateur